# The Travelers Companies
The Travelers Companies — американська страхова компанія. Другий за розмірами страхувальник бізнесу й третій страхувальник фізичних осіб у США. Заснована в Мінесоті, штаб-квартира знаходиться в Нью-Йорку.
The Travelers через свої дочірні компанії й близько 14 000 незалежних агентів і брокерів надає страхування комерційної та приватної власності і страхування від нещасних випадків для бізнесу, державних установ, асоціацій та приватних осіб.
Компанія має підрозділи в кожному штаті США, а також веде діяльність у Великій Британії, Ірландії, Сінгапурі, Китаї, Канаді та Бразилії. У 2012 році компанія показала виторг у розмірі US $ 25,7 млрд, а її сукупні активи склали $ 104 млрд.
1. ↑  Global LEI index
2. 1 2 3 4 5 6 7 8 9 10 11 12  https://web.archive.org/web/20221102201403/https://investor.travelers.com/corporate-governance/management-and-directors/default.aspx